# 金榜題名
《金榜題名》（英語：To Be No. 1）是一部1996年由李惠民執導香港悲劇電影，敍述有關以往所提及黑社會題材事跡而製，主要演出由張智霖、丁子峻、李修賢、任達華、吳毅將等。

## 劇情
該片敍述在1995年夏天，飛全（張智霖 飾）、Apple（鄭嘉莉 飾）、Jose（丁子峻 飾）、肥獅（林子聰 飾）和俊（梁偉業 飾）等，自小在香港仔華富邨長大 ，而全母（馮素波 飾）也勸喻全找份穩定工作度過，但不果，其後因爭執而發生摩擦，引起堅Sir（李修賢 飾）注意，全膽色過人，智勇雙全，開始漸進地成為黑社會頭目。而在茶餐廳內，灰水（韓國材 飾）向大家吹噓自己以往英雄事跡，但飛全等人無動於衷。後來肥獅因在夜總會泡妞，而跟黑仔德（陳少榮 飾）和灣仔牛（吳志雄 飾）發生打鬥，之後被飄哥（陳惠敏飾）教訓一頓，但飛全等人講出灰水是他們的老大，接著飄哥安排灰水修理大哥雄，飛全在園藝街砍殺大哥雄事成後，便找灰水以前兄弟地方住宿。但事與願違，灰水被警方拘捕，而飛全對著保羅（吳毅將 飾）自稱社團成員而禍從口出，結果被神燈（任達華 飾）教訓一頓。幾天後，灰水要獨力承擔所有罪行，而保羅則要教訓和向洪樂其中一個德叔投訴，飄哥和其他眾人因此震怒，而飛全因為上述行為而被飄哥重罰，但事與願遺，飛全完全不顧其他人反對，因此要對付保羅後，自此慢慢走向衝突無可挽回地步，而到底結局變成如何，可想而知。

## 主要演員
| 角色             | 演員   | 粵語配音 |
| 飛全 （劉潤全）  | 張智霖 | 張智霖   |
| Apple （陳玉娟） | 鄭嘉莉 | 陸惠玲   |
| 郭學森 （Jose）  | 丁子峻 | 丁子峻   |
| 肥獅             | 林子聰 | 林子聰   |
| 保羅             | 吳毅將 | 吳毅將   |
| 助手             | 鄧國泰 |          |
| 鴕鳥             | 卓偉文 |          |
| 飄哥 (老二)      | 陳惠敏 | 陳惠敏   |
| 堅Sir            | 李修賢 | 李修賢   |
| 俊               | 梁偉業 |          |
| 全母             | 馮素波 |          |
| 俊父             | 黎彼得 | 黎彼得   |
| 「灰水」 Apple父 | 韓國材 |          |
| Sunny張          | 黃建群 | 張炳強   |
| 謝勝             | 蔡業信 |          |
| 灣仔牛           | 吳志雄 | 楊捷康   |
| 黑仔德           | 陳少榮 |          |
| 大哥雄           | 孟輝   |          |
| CID和            | 陶廣子 |          |
| 神燈             | 任達華 |          |
| 叔父             | 向壘   |          |
| 十九             | 黃子揚 | 張炳強   |
| 大哥潘 (老大)    | 午馬   |          |
| 老三             | 林威   |          |
| 老六             | 黃允財 |          |
| 老五             | 韓坤   |          |
| 老四             | 林忠國 |          |
| 花枝 (老七)      | 尹揚明 |          |

## 音樂
| 曲別   | 歌名             | 作曲          | 作詞   | 演唱   |
| ------ | ---------------- | ------------- | ------ | ------ |
| 主題曲 | 《一生豪情一次》 | 吳國敬/張智霖 | 張美賢 | 張智霖 |

## 獎項
| 頒獎典禮             | 獎項       | 名字   | 結果 |
| -------------------- | ---------- | ------ | ---- |
| 第16屆香港電影金像獎 | 最佳男配角 | 任達華 | 提名 |

## 製作和拍攝
該片由南燕製作有限公司、CBE彩業娛樂有限公司和香港泰吉影業有限公司聯合拍攝，於1996年5月至6月初進行拍攝，而拍攝地點則全部在香港拍攝，地點包括香港仔華富邨、Beach Club、Car Boy Auto House、Dal's Bar、凱撒皇宮夜總會、蕉葉咖喱屋、九龍海逸君綽酒店、華富冰室等。

## 評價
在1996年，由《1996香港電影回顧》紀陶作者，所提及該片在寫得有真實感，但欠天時地利人和，而且有時未必協調得宜；而藍天雲作者則評論為既荒謬又反省之處。

## 外部連結
- 香港影庫上《金榜題名》的資料（繁體中文）
- 開眼電影網上《金榜題名》的資料（繁體中文）
- 豆瓣电影上《金榜題名》的資料 （简体中文）
- 时光网上《金榜題名》的資料（简体中文）
- AllMovie上《金榜題名》的资料（英文）
- 互联网电影数据库（IMDb）上《金榜題名》的资料（英文）